# Ландстрём, Йессика
Йессика Элин Мария Ландстрём (швед. Jessica Elin Maria Landström; род. 12 декабря 1984, Лулео) — шведская футболистка, полузащитница и нападающая.

## Карьера

### Клубная
После четырёхлетней карьеры в клубе «Юргорден» Ландстрём перешла в состав команды «Хаммарбю», в которой выступала с 2005 по 2007 годы. Спустя несколько недель после своего дебюта в сборной Швеции Ландстрём получает приглашение от клуба «Линчёпинг». В 2010 году футболистка заключает контракт с американской командой «Скай Блю». После девяти игр за «Скай Блю» Ландстрём заключила двухлетний контракт с немецким клубом «Франкфурт». Футболистка подвергла критике американский клуб за отсутствие умелого руководства и выразила надежду на то, что выступления в Германии помогут ей лучше подготовиться к предстоящему Чемпионату мира 2011. С конца сезона 2012 года Ландстрём выступает за футбольный клуб «Гётеборг».

### В сборной
Ландстрём дебютировала в составе национальной сборной Швеции 8 ноября 2007 года в матче против сборной Дании. В этом же матче футболистка забила свой первый гол за сборную.

## Личная жизнь
Является открытой лесбиянкой. Каминг-аут совершила в ноябре 2008 года.